# Svenska småpartier
Med svenska småpartier åsyftas politiska partier som vid minst ett tillfälle ställt upp för riksdagsval, men aldrig haft mandat i Sveriges riksdag. Däremot har några av dessa partier tidvis haft mandat i olika kommuner och regioner. Tre av dem har haft mandat i EU-parlamentet: Feministiskt initiativ 2014–2019, Piratpartiet 2009–2014 och Junilistan 2004–2009.
I riksdagsvalet 2022 blev Partiet Nyans det största partiet utanför riksdagen. I riksdagsvalen 2018 och 2014, var Feministiskt Initiativ det största partiet under fyraprocentspärren. I de föregående riksdagsvalen var Piratpartiet störst 2010, Sverigedemokraterna 2002 och 2006 och SPI Välfärden 1998. 
I riksdagsvalen mellan 1998 och 2022 är det totalt arton småpartier utanför riksdagen som någon gång haft fler än 5 000 röster i något riksdagsval. Dessa är: Alternativ för Sverige, Direktdemokraterna, Enhet, Feministiskt initiativ, Junilistan, Knapptryckarna, Kristna Värdepartiet, Medborgerlig Samling, MoD - Mänskliga rättigheter och Demokrati, Norrbottenspartiet, Nya Partiet, Ny demokrati, Ny Framtid, Partiet Nyans, Pensionärspartiet, Piratpartiet, Sjukvårdspartiet och SPI Välfärden.

## Andra kammaren

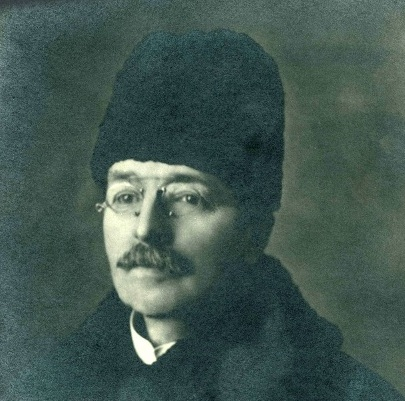
Nils August Nilsson, partiledare för Centerpartiet/Civilisationspartiet, var engagerad i fredsfrågor, aborträtt och världsspråket Ido.

Sverges socialdemokratiska vänsterparti (SSV) grundades 1917. 1921 accepterade partiet Tredje internationalens (Kominterns) "21 teser" och bytte namn till Sveriges kommunistiska parti (SKP; nuvarande Vänsterpartiet). I samband med detta uteslöts cirka 6 000 icke-revolutionära medlemmarna ur partiet. Dessa omgrupperade sig då i Sverges socialdemokratiska vänsterparti (SSV) med Ivar Vennerström som partiledare. I andrakammarvalet 1921 fick de 3,2 % av rösterna men inget mandat och kommunalvalet 1922 fick de 1,8 %. Partiet slogs 1923 ihop med Socialdemokraterna. 
Det Örebrobaserade Centerpartiet hade grundats som ett lokalt parti, Civilisationspartiet, 1924, och i andrakammarvalet samma år ställde partiet upp med valsedlar med namnet Arbetarepartiet/Socialdemokratiska listan med undertiteln Civilisationspartiet. I andrakammarvalet 1932 ställde man upp igen, nu under namnet Centerpartiet och med egna valsedlar - resultatet blev 2 501 röster (0,10%). I 1936 års val genererade man dock enbart 96 röster, och fyra år senare avled grundaren och frontmannen N.A. Nilsson. 
Under 1930- och 1940-talen växte flera nazistiska och högerradikala partier fram: Kyrkliga folkpartiet (8 911 röster (0,36%) i 1932 års val), Svenska nationalsocialistiska partiet/Nationalsocialistiska blocket (15 170 (0,61%) vid 1932 års val och 3 025 röster (0,10%) vid 1936 års val), Sveriges nationella förbund (26 750 röster (0,92%) vid 1936 års val och 3 819 röster (0,12%) vid 1944 års val), Nationalsocialistiska arbetarepartiet/Svensk socialistisk samling (17 483 röster (0,60%) vid 1936 års val och 4 202 röster (0,14%) vid 1944 års val), och Svenska socialistiska partiet (5 279 röster (0,17%) vid 1944 års val).
Radikala landsföreningen under ledning av den tidigare socialdemokraten Gillis Hammar, känd som flyktingvän, bildades 1944. Partiet var kritiskt till den förda utrikespolitiken och utpräglat socialliberalt. I andrakammarvalet 1944 fick partiet 6 775 röster (0,2%). 
Göteborgsbaserade Albin Ströms Vänstersocialistiska partiet existerade från 1940 till 1963, och var under större delen av denna period det enskilt största partiet utan mandat i kammaren. Partiets ideologi beskrevs som frihetlig socialism, i skarp motsats till såväl kapitalism som statssocialism. Bästa resultatet kom i valet 1948 med 2 943 röster (0,08%).
Vid valen 1964 och 1968 ställde två valtekniska samarbetslistor upp: Medborgerlig samling/Samling 68 och Mellanpartierna. Den förra genererade mandat för Högerpartiet, Centerpartiet och Folkpartiet, och fick 1,5% respektive 1,7% av rösterna, medan den senare omfattade centerpartister och folkpartister i Kalmar läns och Gotlands läns valkrets och fick 0,3% respektive 0,9% av rösterna.

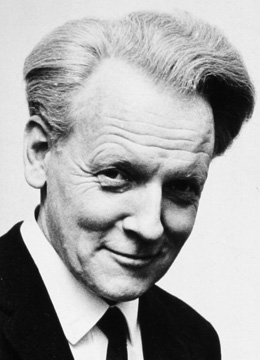
Per Anders Fogelström, författare som även engagerade sig i det kortvariga partiet Framstegsunionen, ett parti med jämställdhet, bistånd, federalism och kärnkraftskritik på agendan.

Partier som enbart deltog i ett enda val, men ändå genererade noterbart resultat, inkluderar Fria gruppen (859 röster (0,12%) i 1917 års val), Nykterhetspartiet (7 157 röster (0,41%) i 1921 års val), Fred och rätt (1 037 röster (0,04%) i 1928 års val), Mot monopolen (712 röster (0,03%) i 1928 års val), Fria listan (301 röster (0,01%) i 1928 års val), Kvinnolistan (186 röster i 1928 års val), Västgötaallmogens fria grupp (175 röster i 1928 års val), Radikala landsföreningen (6 775 röster (0,22%) i 1944 års val), Samlingspartiet (635 röster (0,02%) i 1956 års val), Framstegsunionen (1 375 röster (0,03%) i 1960 års val), och Företagspartiet (614 röster (0,01%) i 1960 års val).

## Riksdagsvalen 1970–1994
KFML (sedermera under namnet Sveriges kommunistiska parti) och dess utbrytarparti KFML(r) (nuvarande Kommunistiska partiet, vilket idag (2017) enbart är aktivt på kommunalvalsnivå) deltog i riksdagsvalen 1970–1988 respektive 1973–1994. Arbetarpartiet kommunisterna (APK) deltog i valen 1979–1994, varefter de reorganiserades efter konkursen år 1995 till det nuvarande namnet Sveriges kommunistiska parti. Samtliga dessa tre partier fick sitt bästa resultat i sitt premiärval (21 238 röster (0,43%) för KFML, 8 014 röster (0,16%) för KFML(r), respektive 10 725 röster (0,20%) för APK) för att därefter snabbt dala i väljarstöd.
Socialistiska partiet var största parti näst efter de sju etablerade partierna vid 1985 och 1988 års val, med 16 247 röster (0,29%) respektive 12 943 röster (0,24%), men ställde inte upp i 1991 års riksdagsval. I riksdagsvalet 1994 fick partiet 7 827 röster (0,14%). Arbetarlistan etablerades inför valet 1991, i vilket det fick 3 645 röster (0,07%), varefter det bytte namn till det nuvarande Folkdemokraterna.
Sjöbopartiet grundades 1991, och partiet ställde upp i riksdagsvalen 1991 (27 635 röster (0,51%)) och 1994 (8 647 röster (0,16%)). Därefter har partiet enbart varit engagerat på kommunal nivå.
Enhet gjorde sitt första val 1991 och fick då 888 röster (0,02%), följt av 2 003 röster (0,04%) i valet 1994. Ny framtid, bildat 1993, med 4 960 röster (0,09%) i riksdagsvalet 1994; och Europeiska arbetarpartiet som grundades 1973, och gjorde sitt bästa val 1985, då de fick 369 röster.
Bland plojpartierna kan Kalle Anka partiet nämnas, som 1985 fick 302 röster.

## Riksdagsvalen från 1998 och framåt
Sedan valet 1998 publicerar Valmyndigheten (t.o.m. 2001 Riksskatteverket) detaljerad statistik över småpartiernas röstantal. Alla småpartier som fått mer än 100 röster i något angivet riksdagsval är inkluderade i denna tabell – i de fall ett parti fått mer än 0,1% av det totala antalet giltiga röster anges även procentsatsen. Notera även att röster anges även i de val då partiet inte ställt upp finns med – till exempel får Socialistiska Partiet, som sedan 2006 enbart ställer upp i lokala val, alltjämt röster i riksdagsvalet.
| Parti                                             | Valet 1998     | Valet 2002     | Valet 2006      | Valet 2010     | Valet 2014      | Valet 2018     | Valet 2022     |
| ------------------------------------------------- | -------------- | -------------- | --------------- | -------------- | --------------- | -------------- | -------------- |
| Allianspartiet                                    | 175            | 58             | 133             | 87             |                 |                |                |
| Alternativ för Sverige                            |                |                |                 |                |                 | 20 290 (0,31%) | 16 646 (0,26%) |
| Basinkomstpartiet                                 |                |                |                 |                |                 | 632            | 374            |
| Centrumdemokraterna                               | 377            |                |                 |                |                 |                |                |
| Det fria folkets röst                             |                | 207            |                 |                |                 |                |                |
| Det nya partiet                                   | 25 276 (0,48%) |                |                 |                |                 |                |                |
| Direktdemokraterna                                |                |                | 81              | 76             | 1 417           | 5 153          | 1 755          |
| Djurens parti                                     |                |                |                 |                | 4 093           | 3 648          |                |
| Enhet                                             | 1 725          | 603            | 2 648           | 632            | 6 277 (0,10%)   | 4 647          | 1 234          |
| Europeiska arbetarpartiet                         | 117            | 163            | 83              | 187            | 140             | 52             | 15             |
| Feministiskt initiativ                            |                |                | 37 954 (0,68%)  | 24 139 (0,40%) | 194 719 (3,12%) | 29 665 (0,46%) | 3 157          |
| Folkdemokraterna                                  | 109            | 12             |                 |                |                 |                |                |
| Folkets vilja                                     |                |                | 881             | 2              |                 |                |                |
| Framstegspartiet                                  |                |                |                 |                | 196             |                |                |
| Fria listan                                       |                | 274            |                 |                |                 |                |                |
| Frihetspartiet                                    | 8              |                |                 | 688            |                 |                |                |
| Förenade Demokratiska Partiet                     |                |                |                 |                |                 |                | 157            |
| Gottlandspartiet Gotlands framtid                 | 405            |                |                 |                |                 |                |                |
| Hälsopartiet                                      |                |                |                 |                | 131             |                |                |
| Initiativet                                       |                |                |                 |                |                 | 615            |                |
| Invandrarpartiet                                  | 133            |                |                 |                |                 |                | 2              |
| Junilistan                                        |                |                | 26 072 (0,47%)  | 41             | 8               |                |                |
| Klassiskt liberala partiet                        |                |                | 202             | 716            | 1 210           | 1 504          | 344            |
| Klimatalliansen                                   |                |                |                 |                |                 |                | 1 702          |
| Knapptryckarna                                    |                |                |                 |                |                 |                | 5 493          |
| Kristna Värdepartiet                              |                |                |                 |                | 3 553           | 3 202          | 5 983          |
| Kvinnokraft                                       |                |                | 116             |                |                 |                |                |
| Landsbygdspartiet oberoende                       |                |                |                 | 1 565          | 3 450           | 4 962          | 2 215          |
| Medborgerlig samling                              |                |                |                 |                |                 | 13 056 (0,20%) | 12 882 (0,20%) |
| MoD - Mänskliga rättigheter och Demokrati         |                |                |                 |                |                 |                | 6 077          |
| Nationaldemokraterna                              |                | 4 122          | 3 064           | 1 141          |                 |                |                |
| Nordiska motståndsrörelsen                        |                |                |                 |                |                 | 2 106          | 847            |
| Norrbottenspartiet                                |                | 14 854 (0,28%) |                 |                |                 |                |                |
| Norrländska samlingspartiet                       |                |                |                 | 1 456          |                 |                |                |
| Ny demokrati                                      | 8 297 (0,16%)  | 106            | 61              |                |                 |                | 3              |
| Ny Framtid                                        | 9 171 (0,17%)  | 9 337 (0,17%)  | 1 171           | 4              | 5               |                |                |
| Partiet de fria                                   |                |                |                 |                | 749             |                |                |
| Partiet för naturens lag                          | 791            |                |                 |                |                 |                |                |
| Partiet Nyans                                     |                |                |                 |                |                 |                | 28 352 (0,44%) |
| Partiet Vändpunkt                                 |                |                |                 |                |                 |                | 419            |
| Pensionärspartiet                                 | 6 865 (0,13%)  |                | 7               | 57             | 11              |                |                |
| Piratpartiet                                      |                |                | 34 918 (0,63%)  | 38 491 (0,65%) | 26 515 (0,43%)  | 7 326 (0,11%)  | 9 135 (0,14%)  |
| Rättvisepartiet Socialisterna                     | 3 044          | 1 519          | 1 097           | 1 507          | 791             |                |                |
| Sjukvårdspartiet                                  |                |                | 11 519 (0,21%)  | 185            | 10              |                |                |
| Skånepartiet                                      | 28             | 4 564          | 11              | 17             | 28              | 296            | 206            |
| Socialisterna-Välfärdspartiet                     |                |                |                 |                |                 |                | 892            |
| Socialistiska Partiet                             | 1 466          | 3 213          | 21              | 7              | 5               |                |                |
| SPI Välfärden                                     | 52 869 (1,00%) | 37 573 (0,71%) | 28 806 (0,52%)  | 11 078 (0,19%) | 3 369           |                |                |
| Spritpartiet                                      |                |                |                 | 237            | 4               |                |                |
| Stram kurs Sverige                                |                |                |                 |                |                 |                | 156            |
| Svenskarnas parti                                 |                |                | 1 417           | 681            | 4 189           |                |                |
| Sverigedemokraterna                               | 19 624 (0,37%) | 76 300 (1,44%) | 162 463 (2,93%) |                |                 |                |                |
| Sveriges kommunistiska parti                      | 1 868          | 1 182          | 438             | 375            | 558             | 702            | 1 181          |
| Sverigesmultidemokrater                           |                |                |                 |                | 388             |                |                |
| Sverige ut ur EU/Frihetliga Rättvisepartiet (FRP) |                |                |                 |                |                 |                | 174            |
| Trygghetspartiet                                  |                |                |                 |                |                 | 511            | 66             |
| Unika partiet                                     |                |                | 222             |                |                 |                |                |
| Vägvalet                                          |                |                |                 | 7              | 1 037           |                |                |

1. ↑  T.o.m. 2014 under namnet Aktiv Demokrati. Inför valet 2014 gick Aktiv Demokrati samman med de lokala partierna Demoex och Äkta Demokrati, och bildade Direktdemokraterna.
2. ↑  Gick 2013 upp i Landsbygdspartiet oberoende.
3. ↑  Partiet upplöstes 2000 men har alltså fortsatt att få handskrivna röster.
4. ↑  T.o.m. 2013 under namnet Sveriges pensionärers intresseparti.
5. ↑  T.o.m. 2008 under namnet Nationalsocialistisk front.
6. ↑  Sedan 2010 ett riksdagsparti.
7. ↑  T.o.m. 2006 under namnet Kommunisterna.

### Fiktiva partier
Två plojpartier, Kalle Anka-partiet och Satanistiskt initiativ, har fått över 50 röster vid ett eller flera av de inkluderade valen.
| Parti                                 | Valet 1998 | Valet 2002 | Valet 2006 | Valet 2010 | Valet 2014 | Valet 2018 | Valet 2022 |
| ------------------------------------- | ---------- | ---------- | ---------- | ---------- | ---------- | ---------- | ---------- |
| Kalle Anka-partiet                    |            | 10         | 93         | 107        | 115        | ?          | 131        |
| Alla stavningar av Kalle Anka-partiet |            | ?          | 230        | 170        | 133        | —          | —          |
| Satanistiskt initiativ                |            |            |            |            | 63         |            |            |

1. ↑  I riksdagsvalet 2022 var "Kalle ankapartiet" ett registrerat parti.

## Urval av partiföreföreträdare

### Feministiskt Initiativ

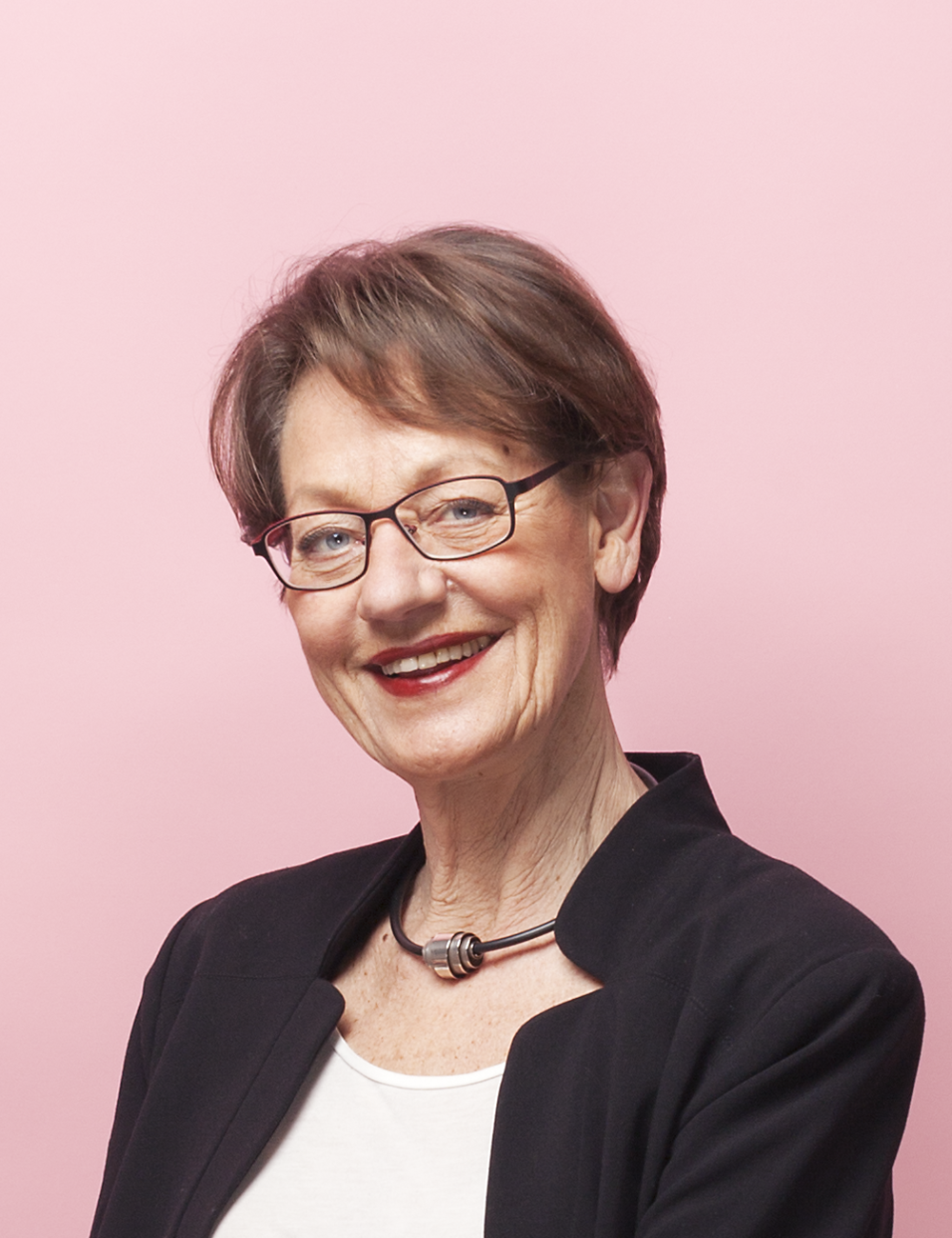
Gudrun Schyman, före detta partiledare för Vänsterpartiet. Numera talesperson för Feministiskt initiativ.
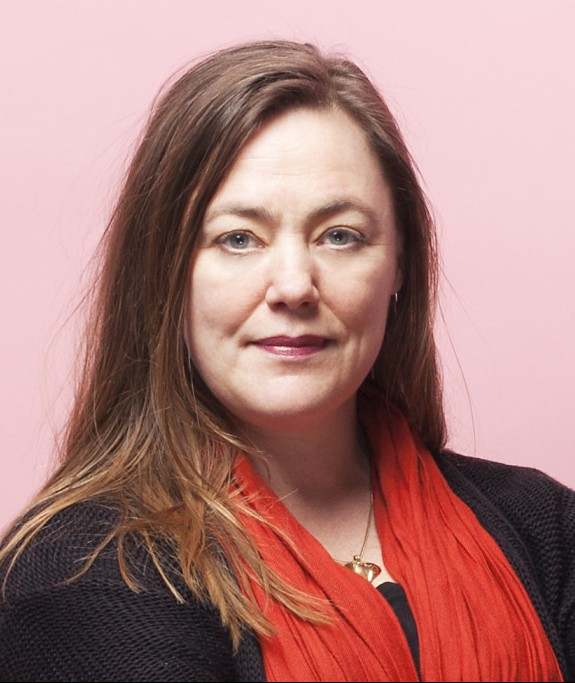
Stina Svensson, en av tre talespersoner för Feministiskt initiativ.
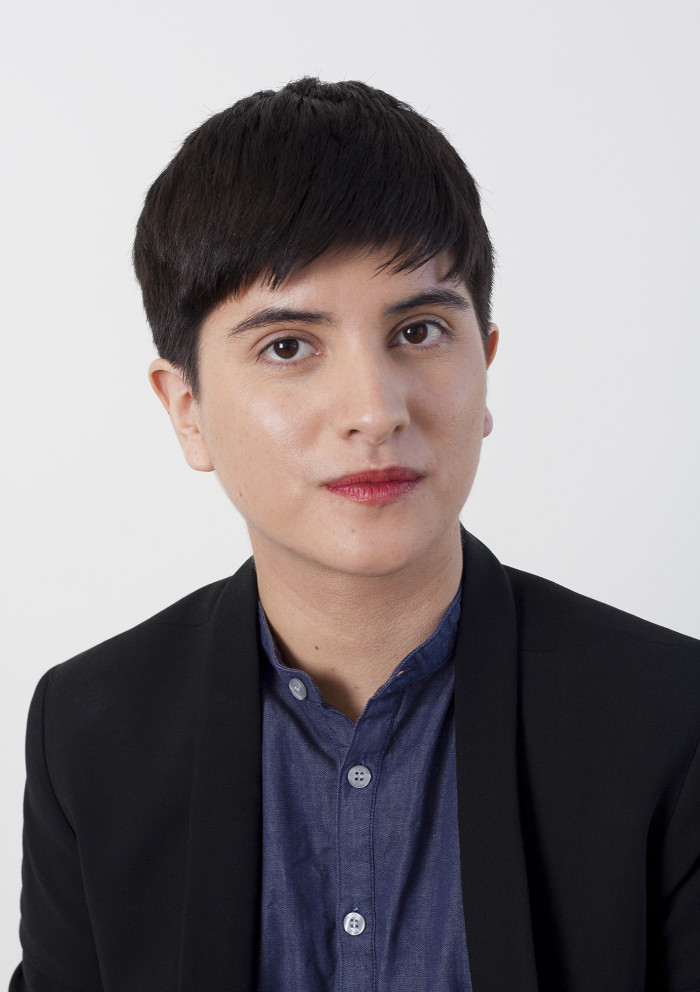
Sissela Nordling Blanco, talesperson för Feministiskt initiativ och sedan 2014 heltidspolitiker i Stockholm.
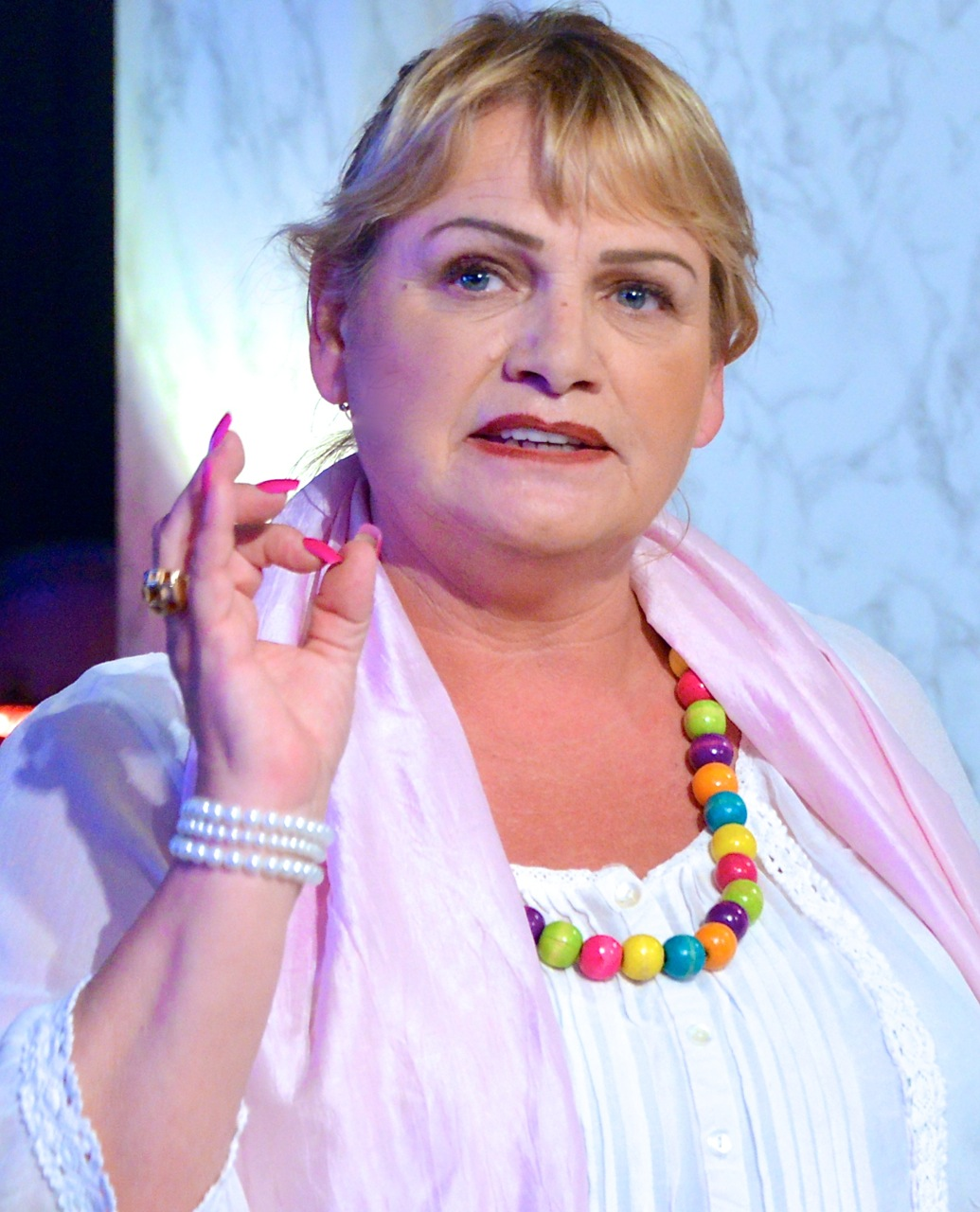
Soraya Post, ledamot av EU-parlamentet för Feministiskt Initiativ med ett särskilt intresse för minoriteters rättigheter, däribland romer.
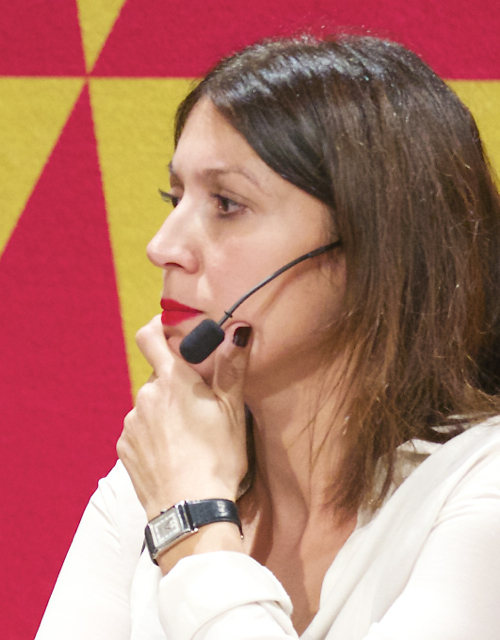
Devrim Mavi, Feministiskt initiativ. Tidigare bland annat journalist och ledarskribent på Dagens Arena.
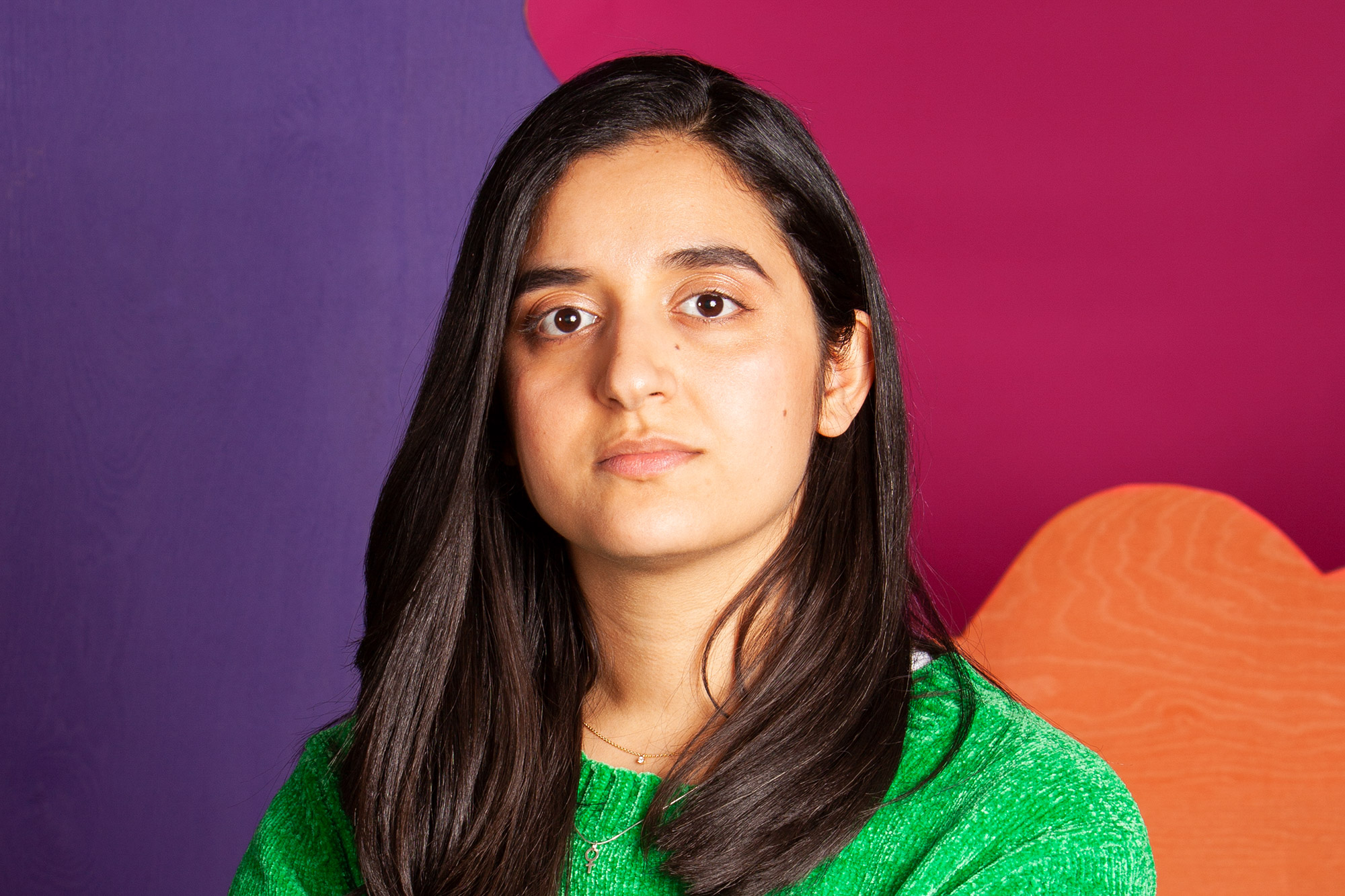
Farida al-Abani, Feministiskt initiativ. Partiledare (2020-21).
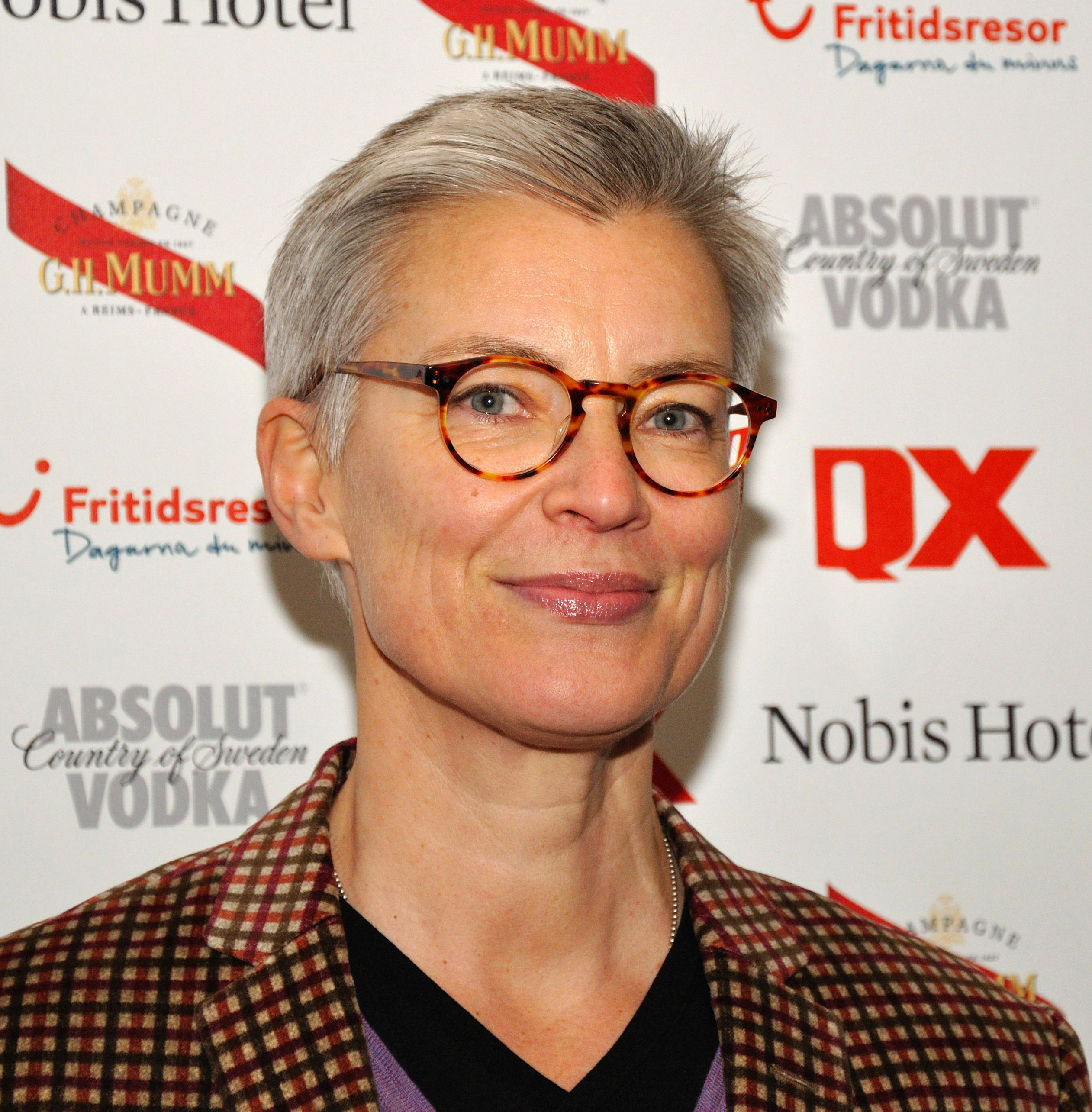
Tiina Rosenberg, genusforskare och styrelsemedlem i Fi 2005.

### Piratpartiet

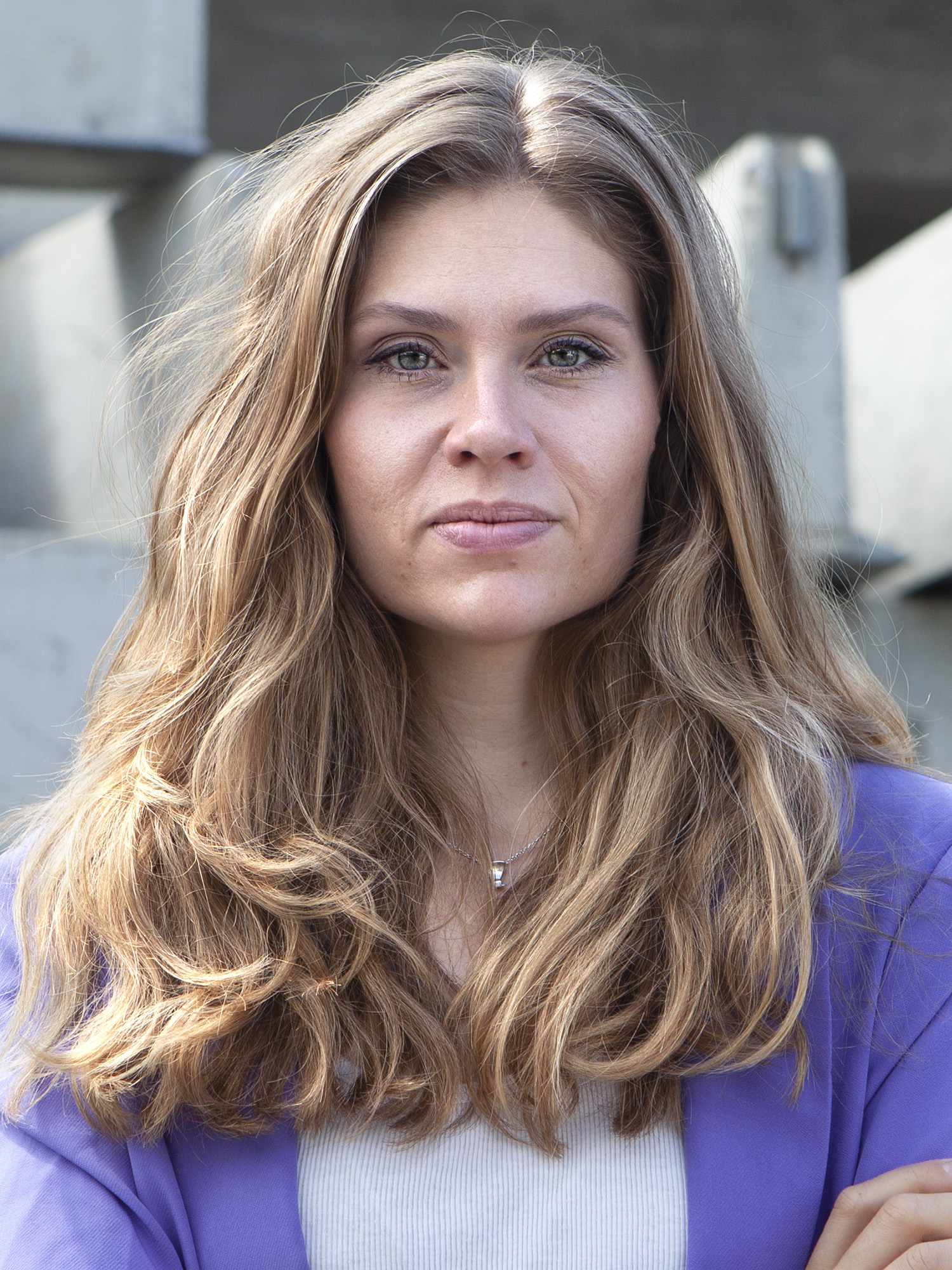
Katarina Stensson, partiledare för Piratpartiet sedan 2020.
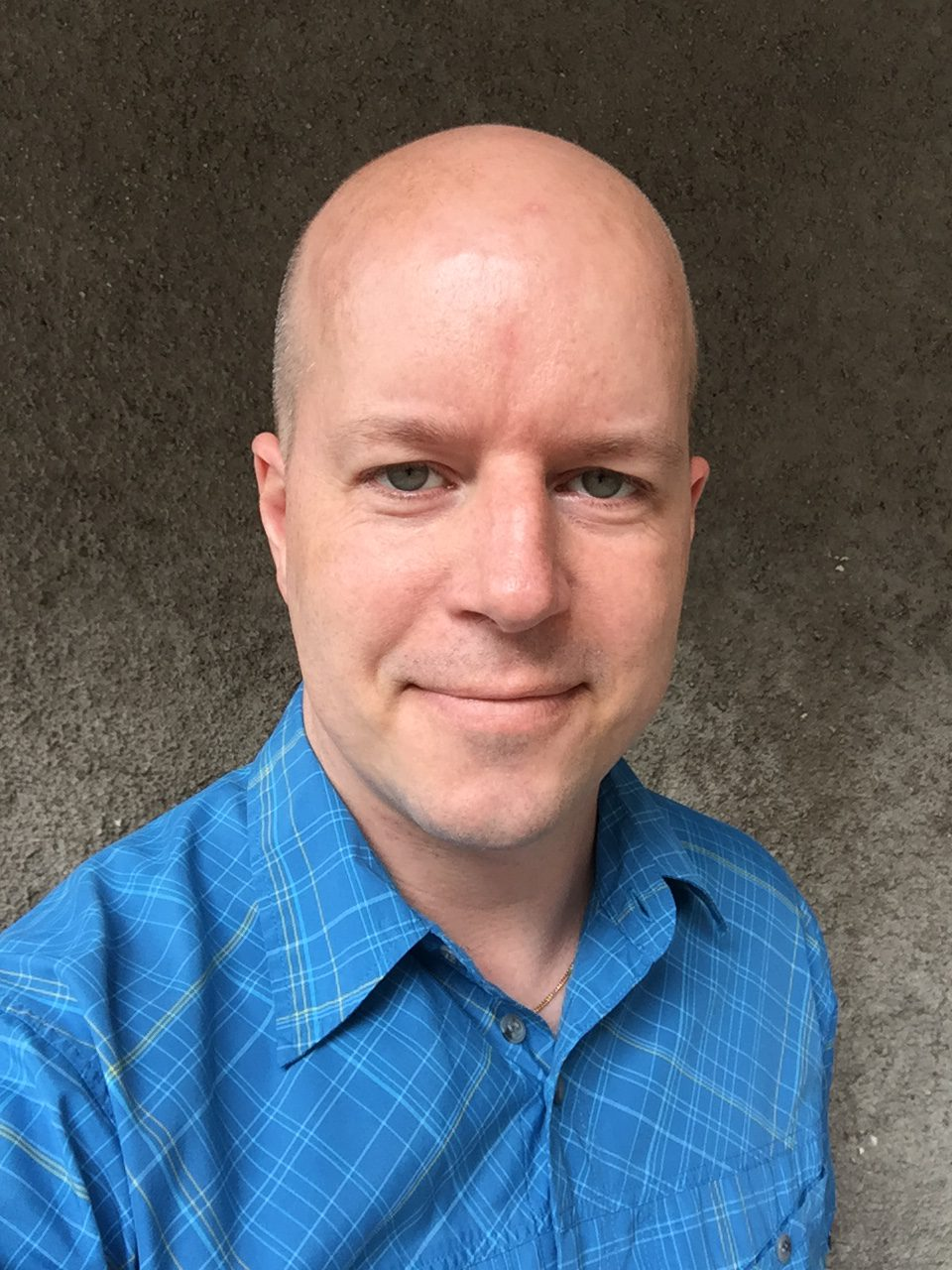
Magnus Andersson, talesperson för Piratpartiet 2016–2019.
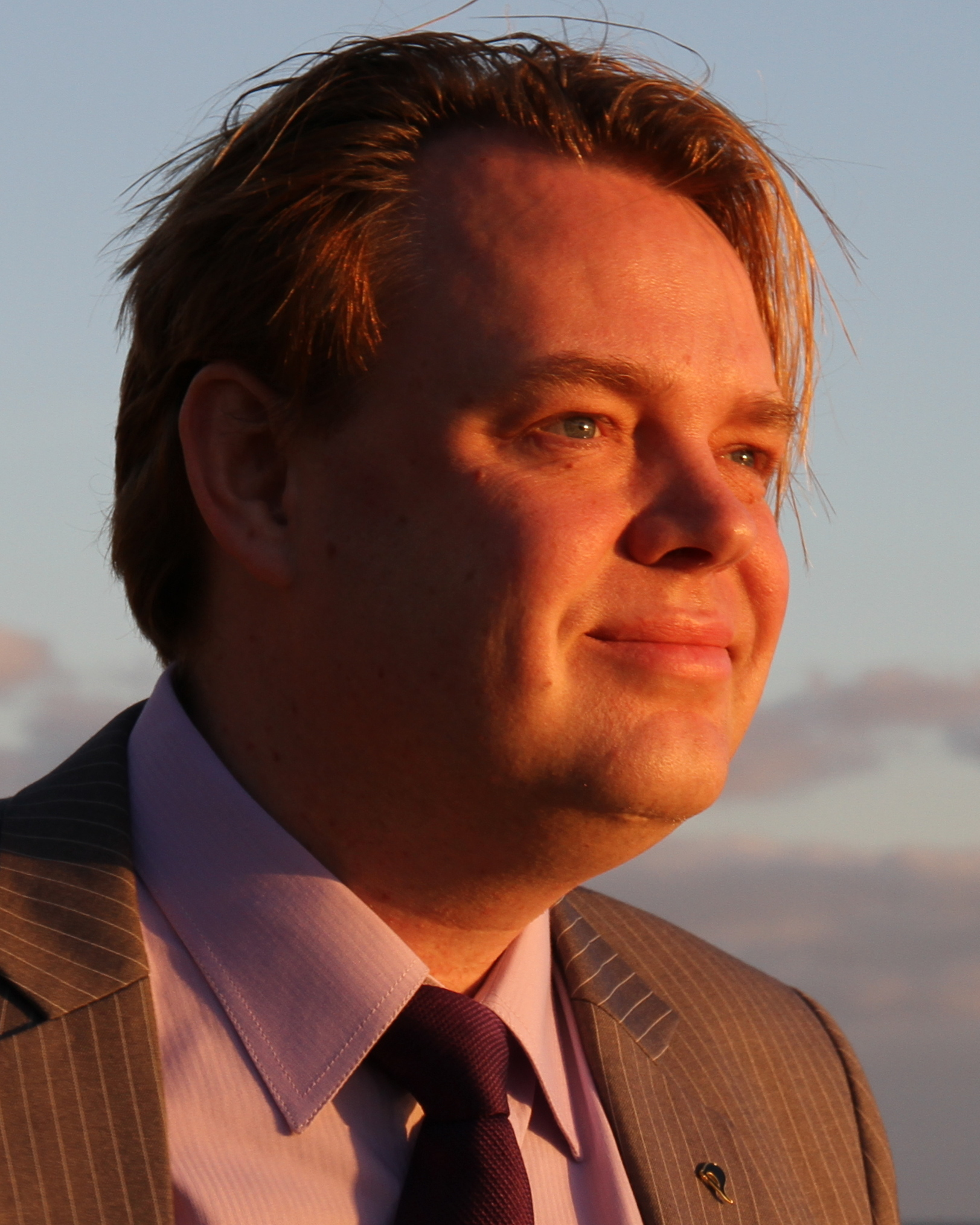
Rick Falkvinge, IT-entreprenör och grundare av Piratpartiet.
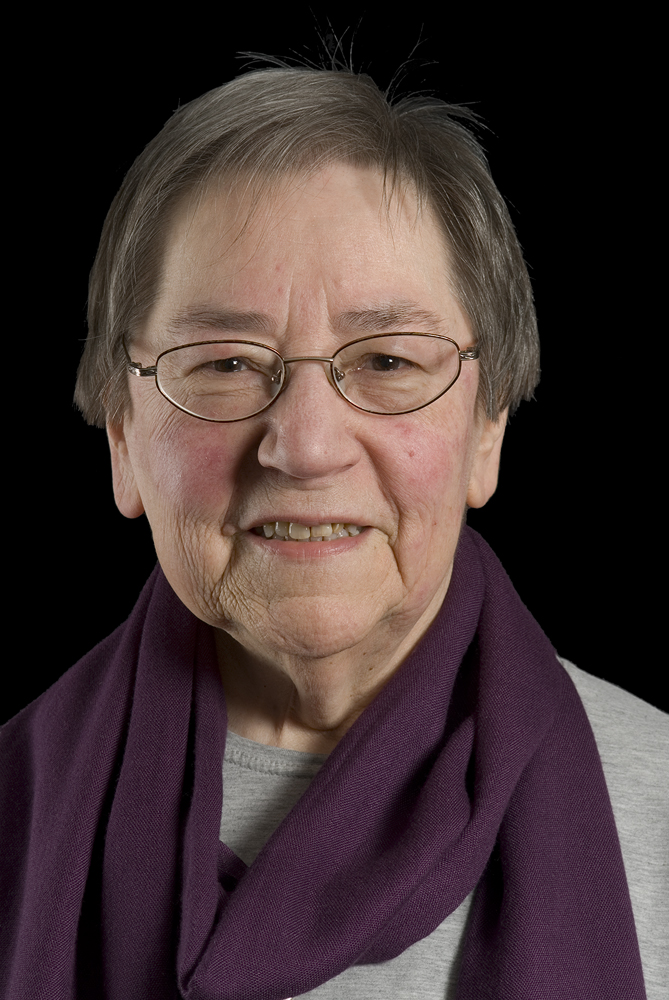
Gun Svensson, Piratpartiet, som bloggar under namnet "Farmor Gun i Norrtälje"
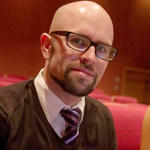
Mattias Bjärnemalm, 2006 var han Ung Pirats första förbundssekreterare. Idag sakkunnig i nätpolitik för Gruppen De gröna/Europeiska fria alliansen i EU-parlamentet
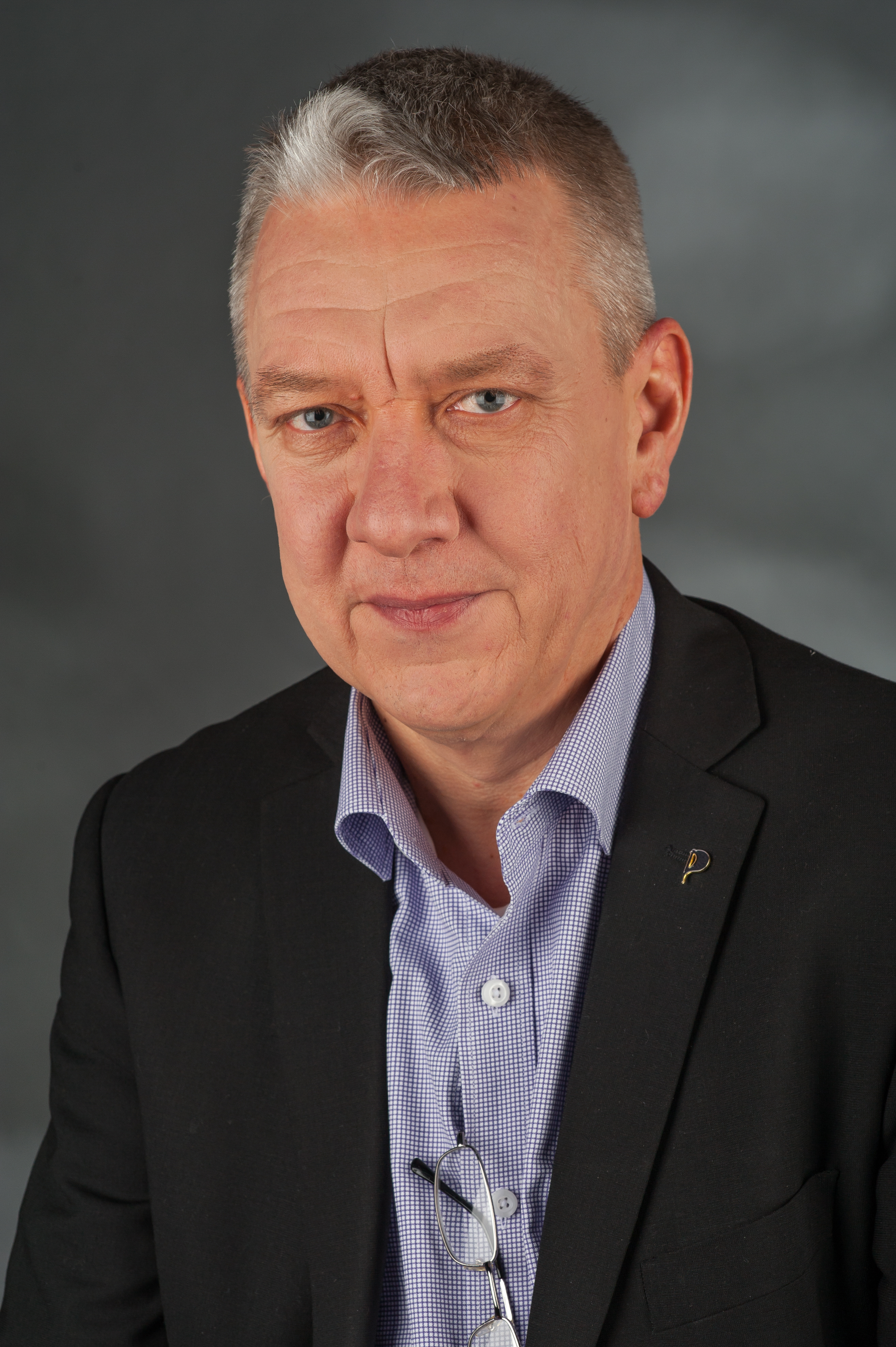
Christian Engström, Piratpartiet i februari 2014, som var EU-parlamentariker 2009–2014.
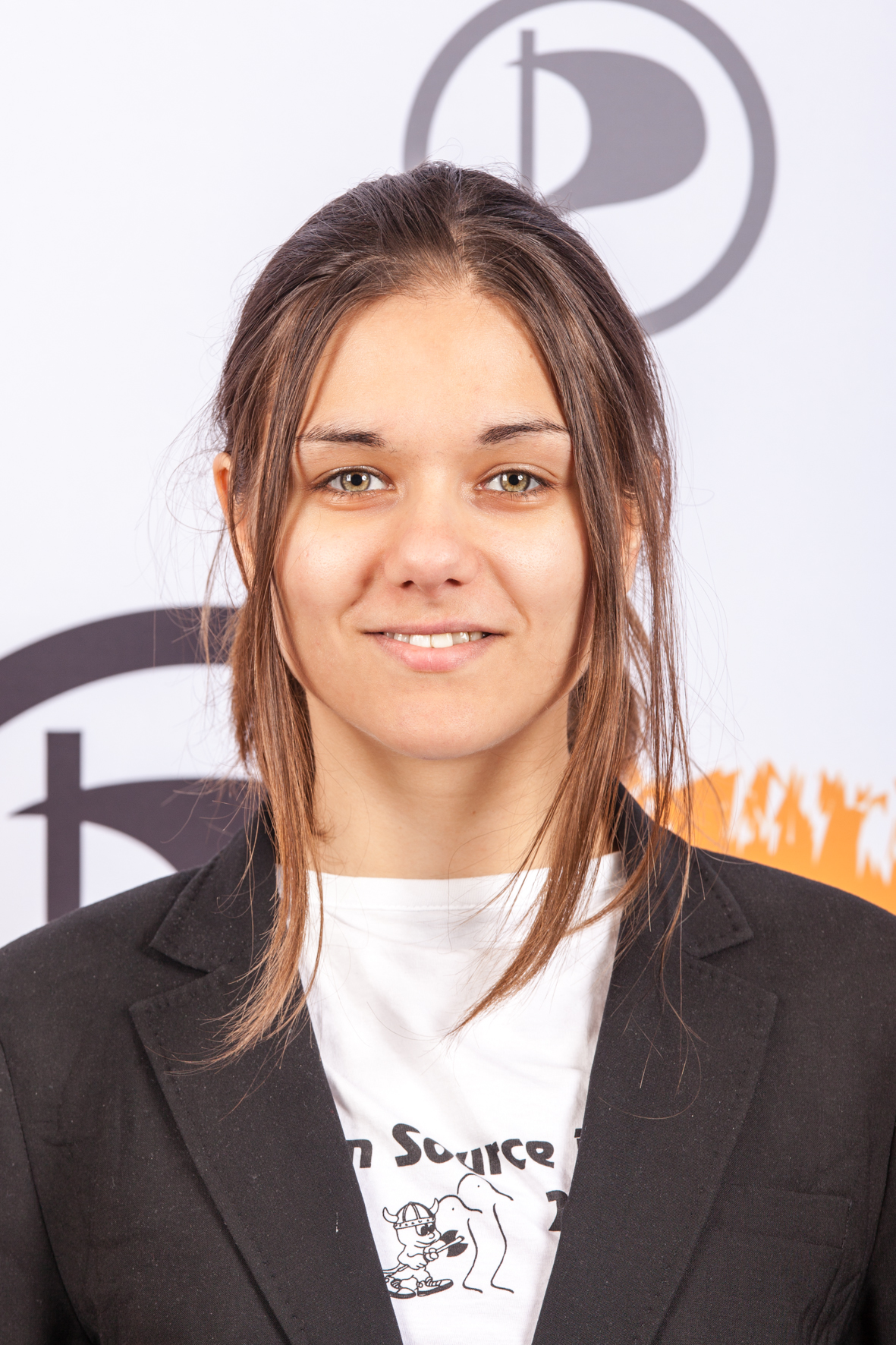
Amelia Andersdotter, Piratpartiet, som var EU-parlamentariker 2011–2014.
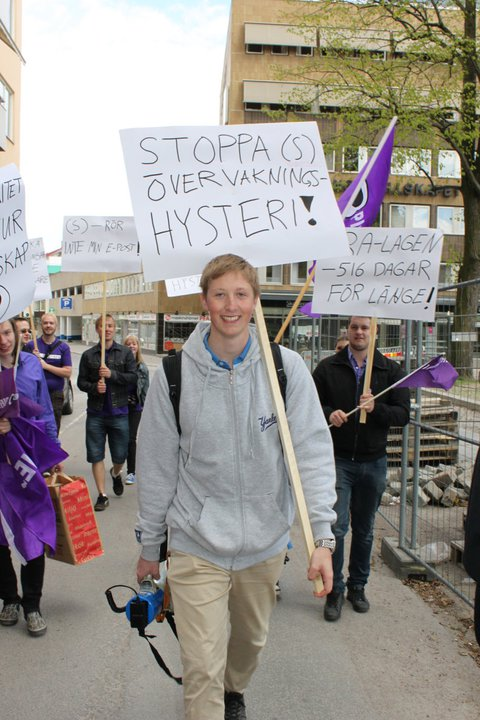
Gustav Nipe, ordförande för Ung Pirat 2011–2014, här i en demonstration i Linköping för Piratpartiet 2011.
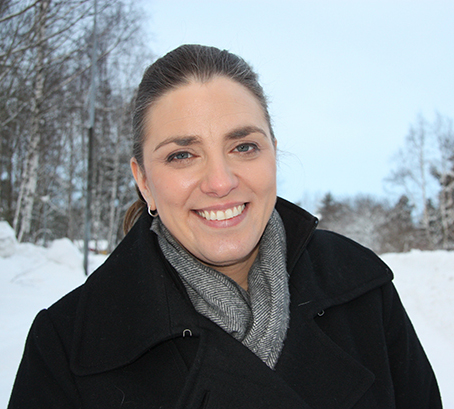
Anna Troberg, partiledare för Piratpartiet 2011-2014.
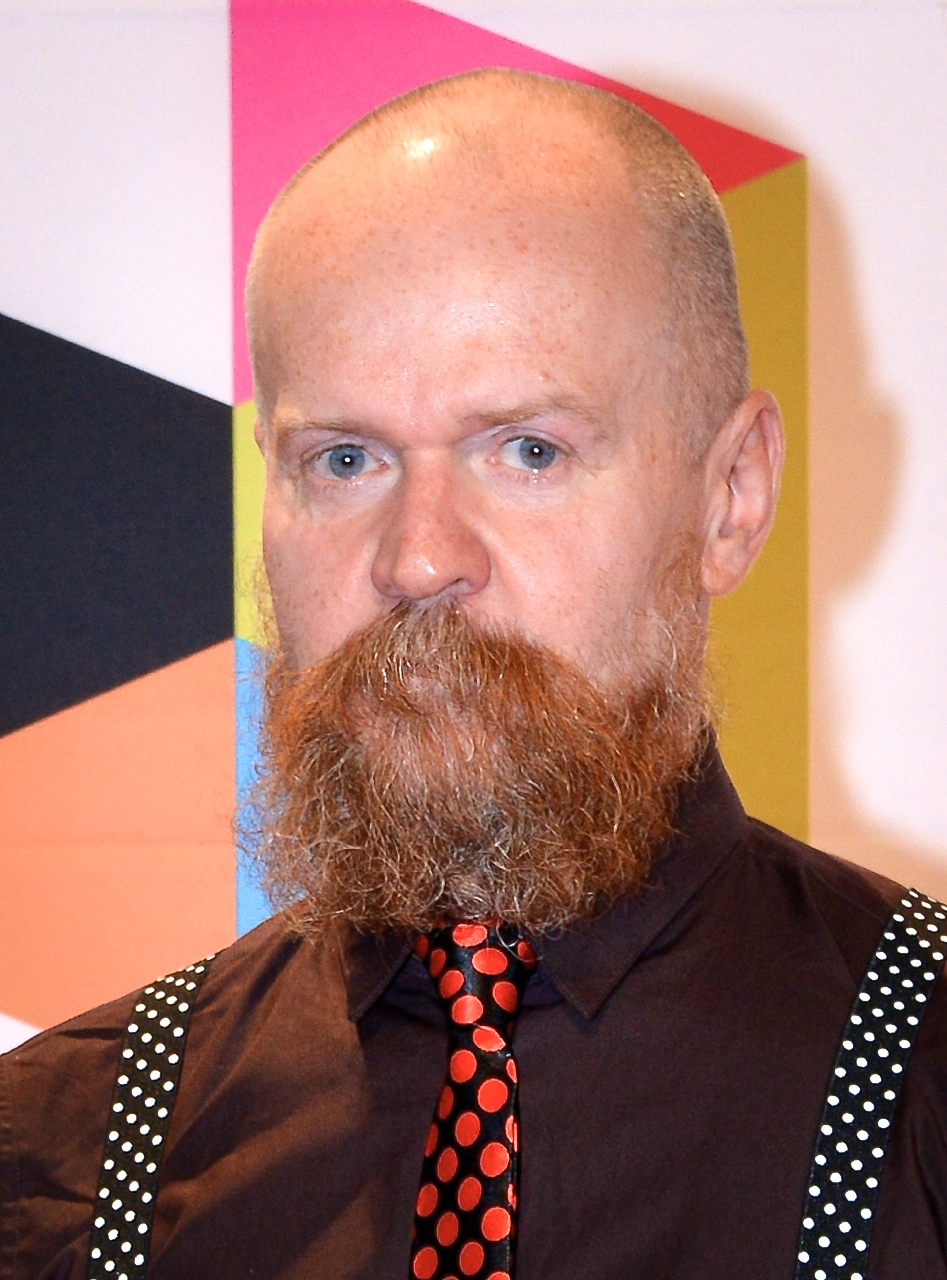
Alexander Bard, en svensk musiker och författare som var engagerad i Piratpartiet åren runt 2010.

### Närdemokratiska / EU-kritiska partier

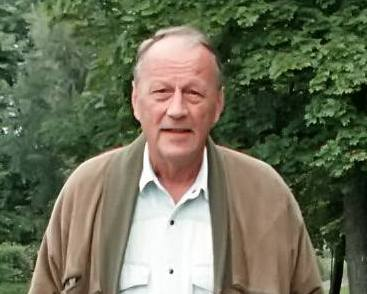
Björn von der Esch, EU-kritiker och före detta moderat riksdagsledamot, som därefter blev aktiv i Junilistan.
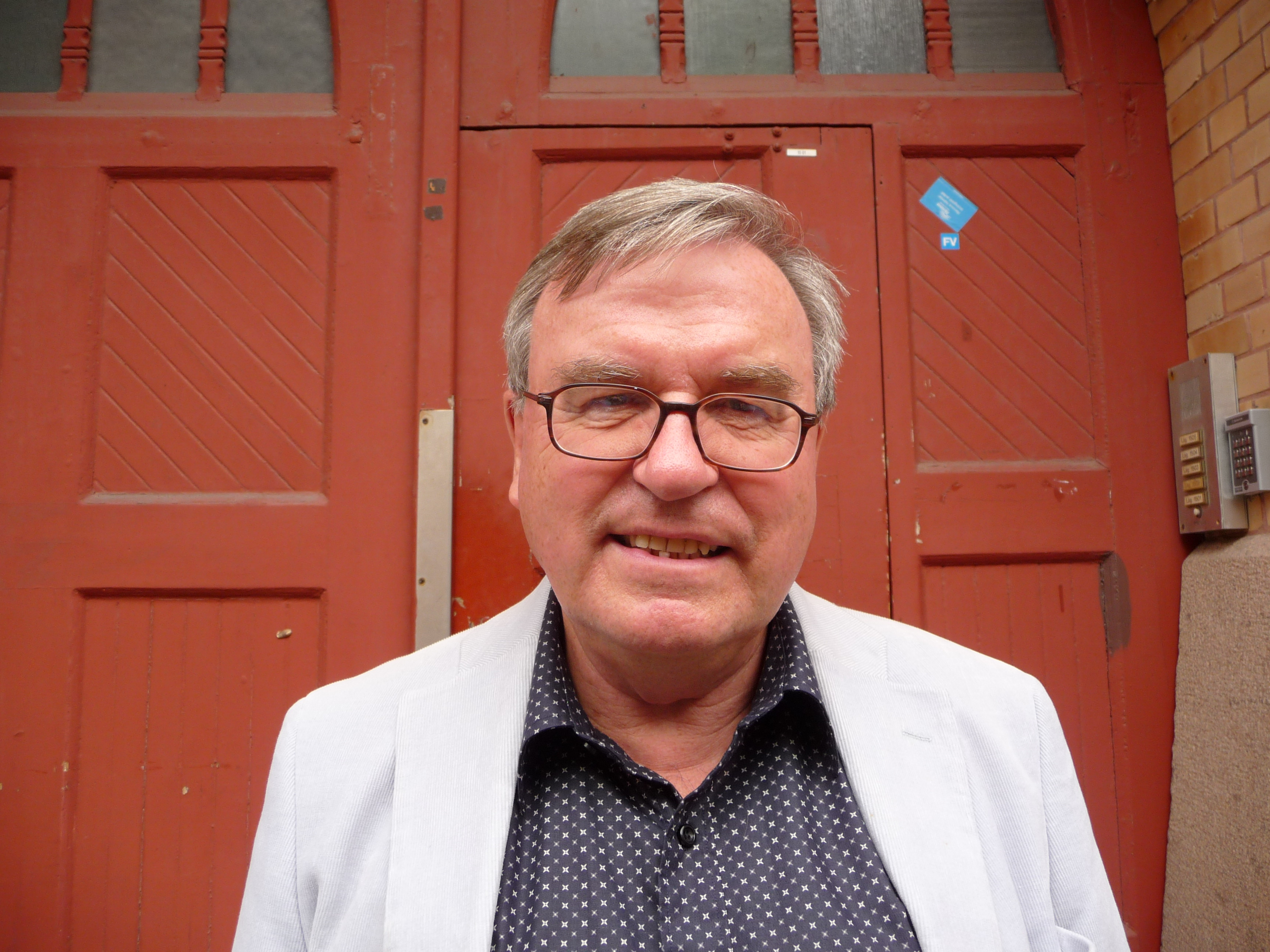
Folke Schimanski, journalist och författare samt engagerad i Junilistan.
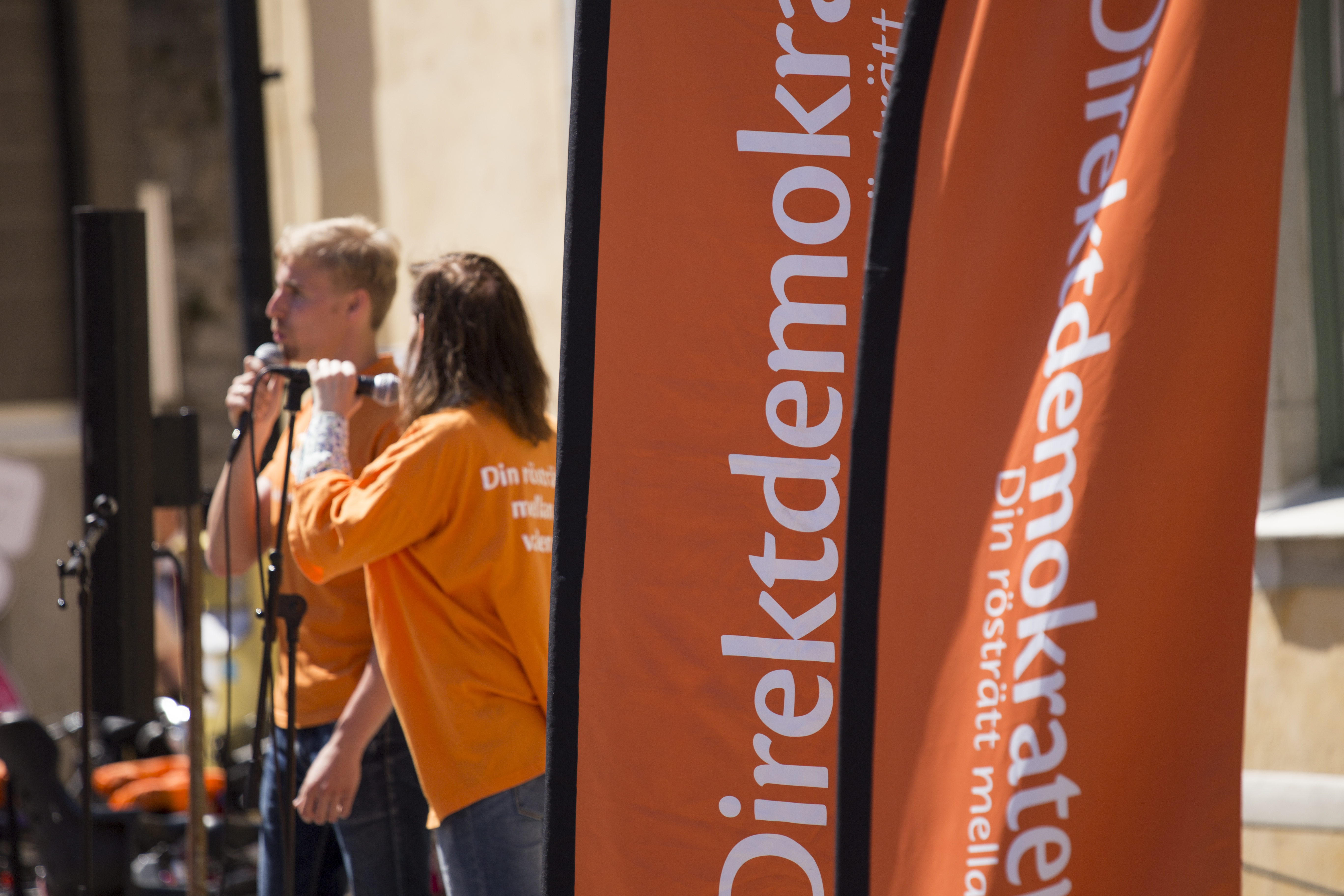
Företrädare för Direktdemokraterna under Almedalsveckan 2015.
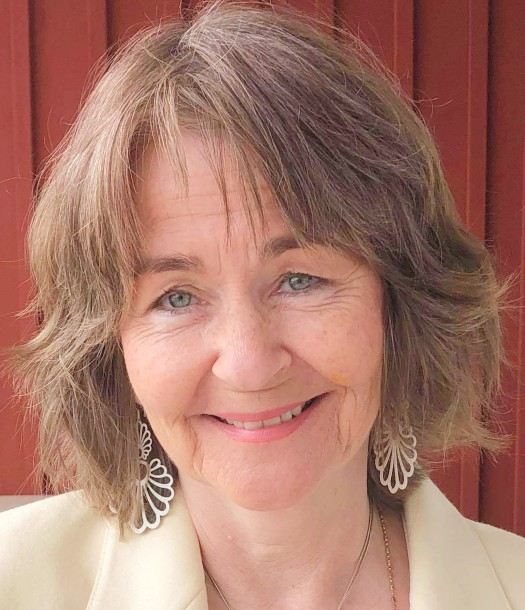
Gunilla Wigertz är talseperson för partiet Enhet.
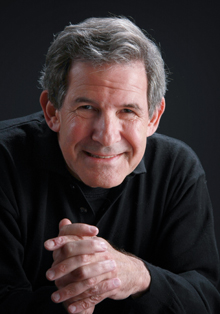
Gary Zukav, amerikansk författare med new age-inriktning som 1991 gjorde en föredragsturne med Ulf Wåhlström för att lansera det då nystartade partiet Enhet.

### Socialistiska partier

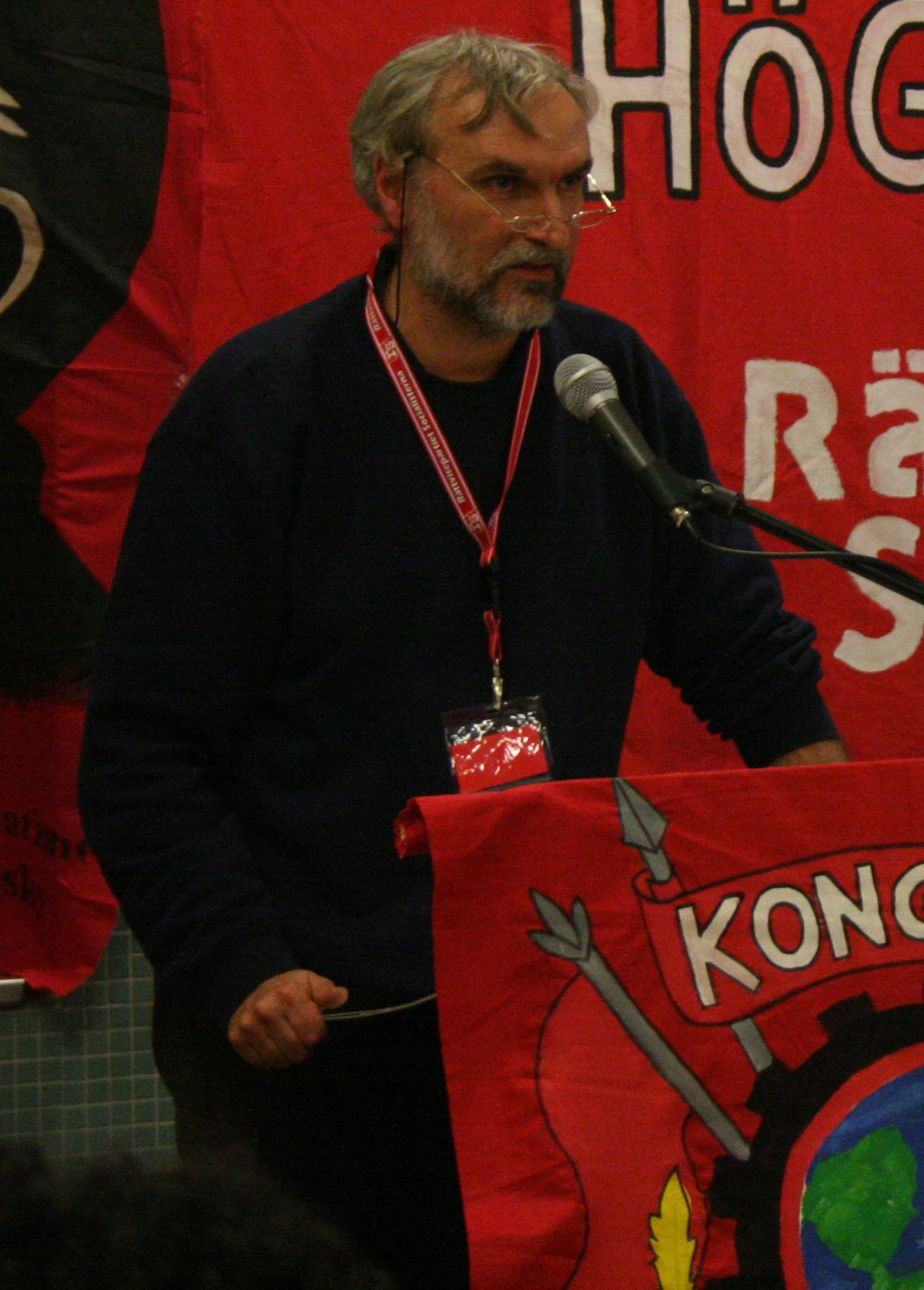
Per-Åke Westerlund, Rättvisepartiet Socialisterna, som fick 1519 röster i Riksdagsvalet 2002 (bilden från partiets kongress 2008).
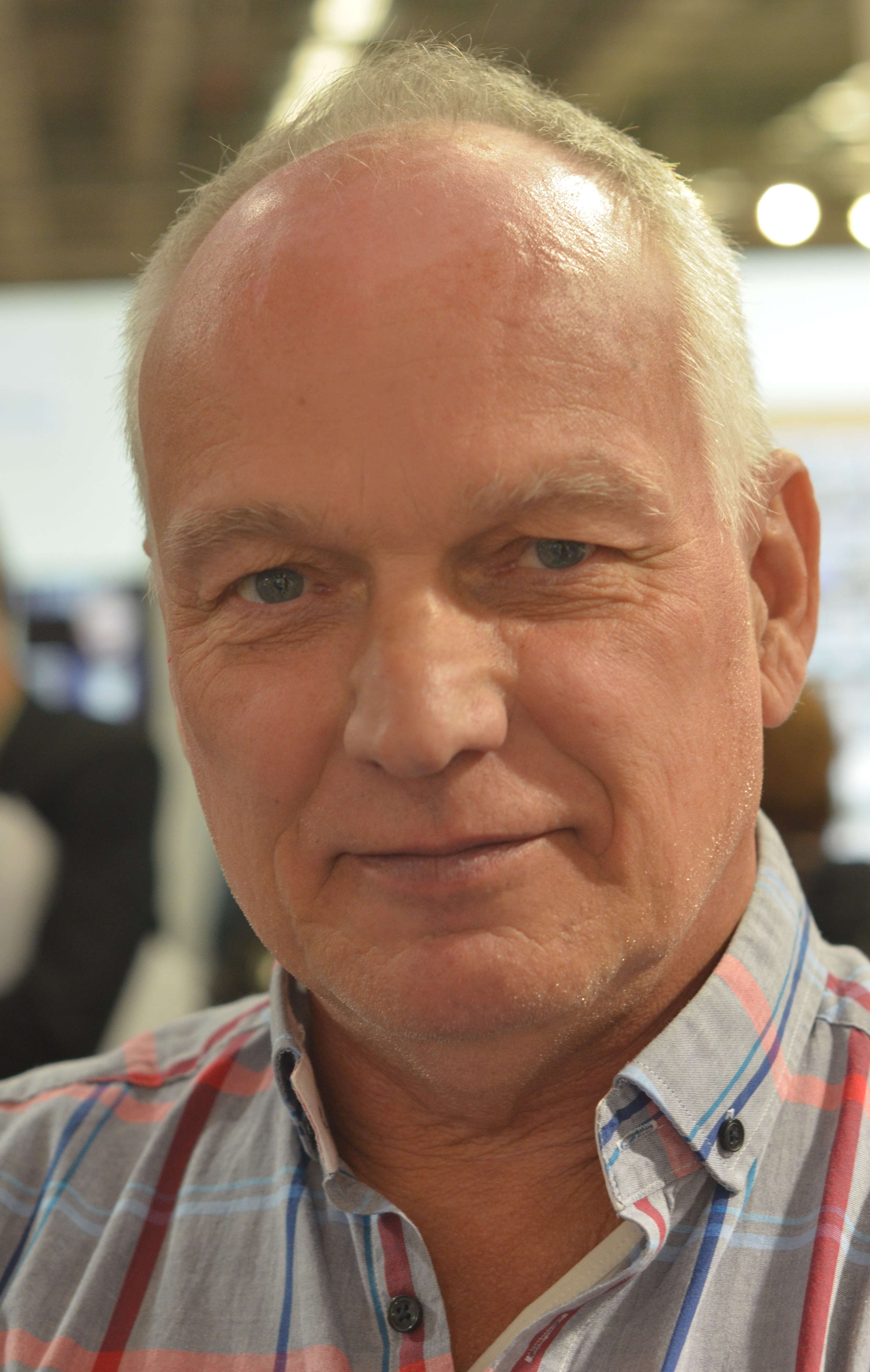
Kjell Eriksson, författare, politiker och trädgårdsmästare. F.d. partisekreterare för Arbetarlistan som 1991 bytte namn till Folkdemokraterna.

### Invandringskritiska partier

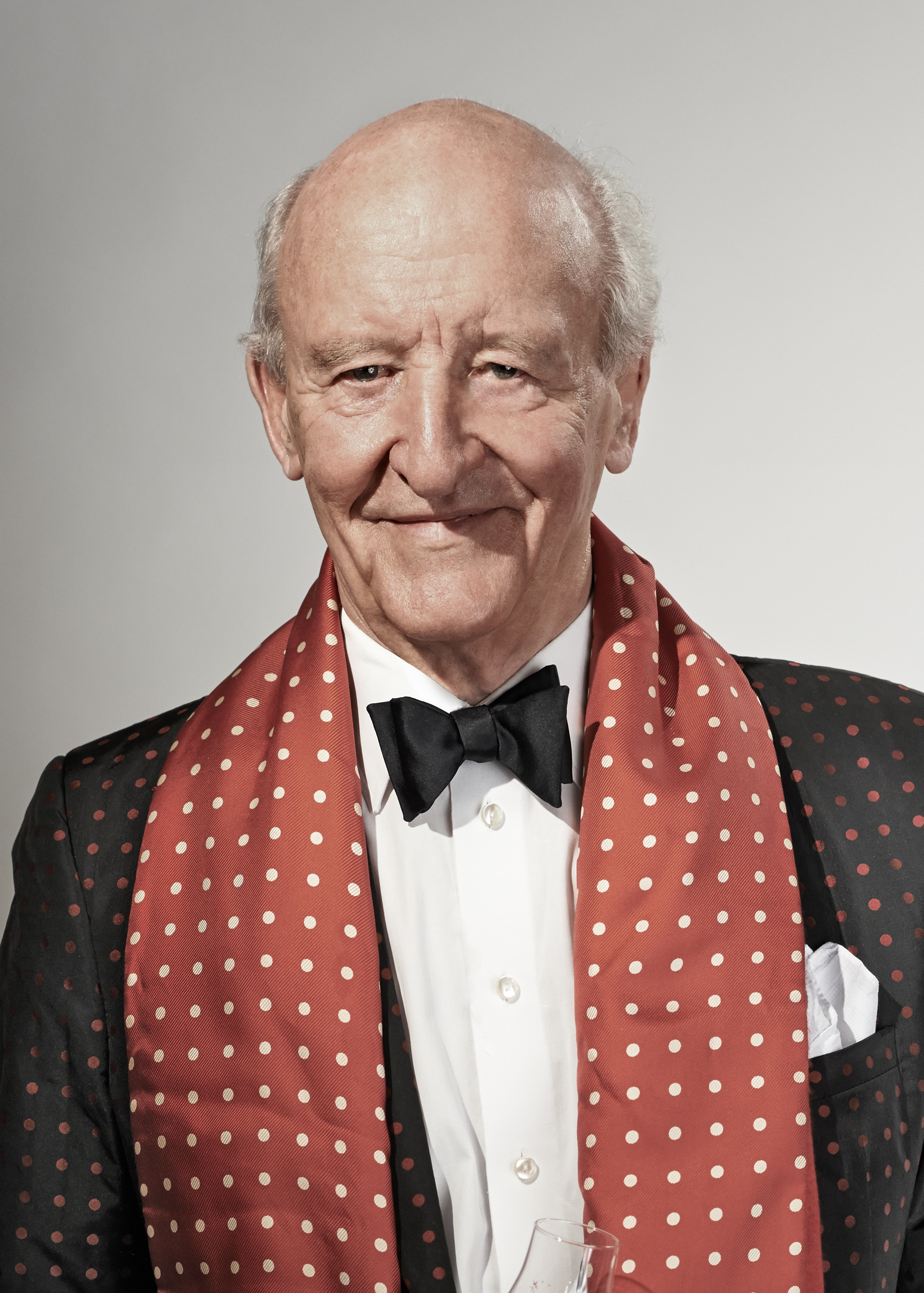
Ian Wachtmeister, känd från Ny demokrati som var ett riksdagsparti 1991–1994, och som senare startade Det nya partiet.
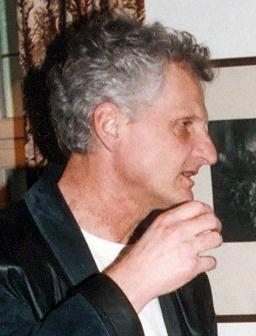
John Bouvin, riksdagsledamot för Ny demokrati 1991–1994 och även partiledare inför Riksdagsvalet 1998, då partiet fick 8 297 röster.
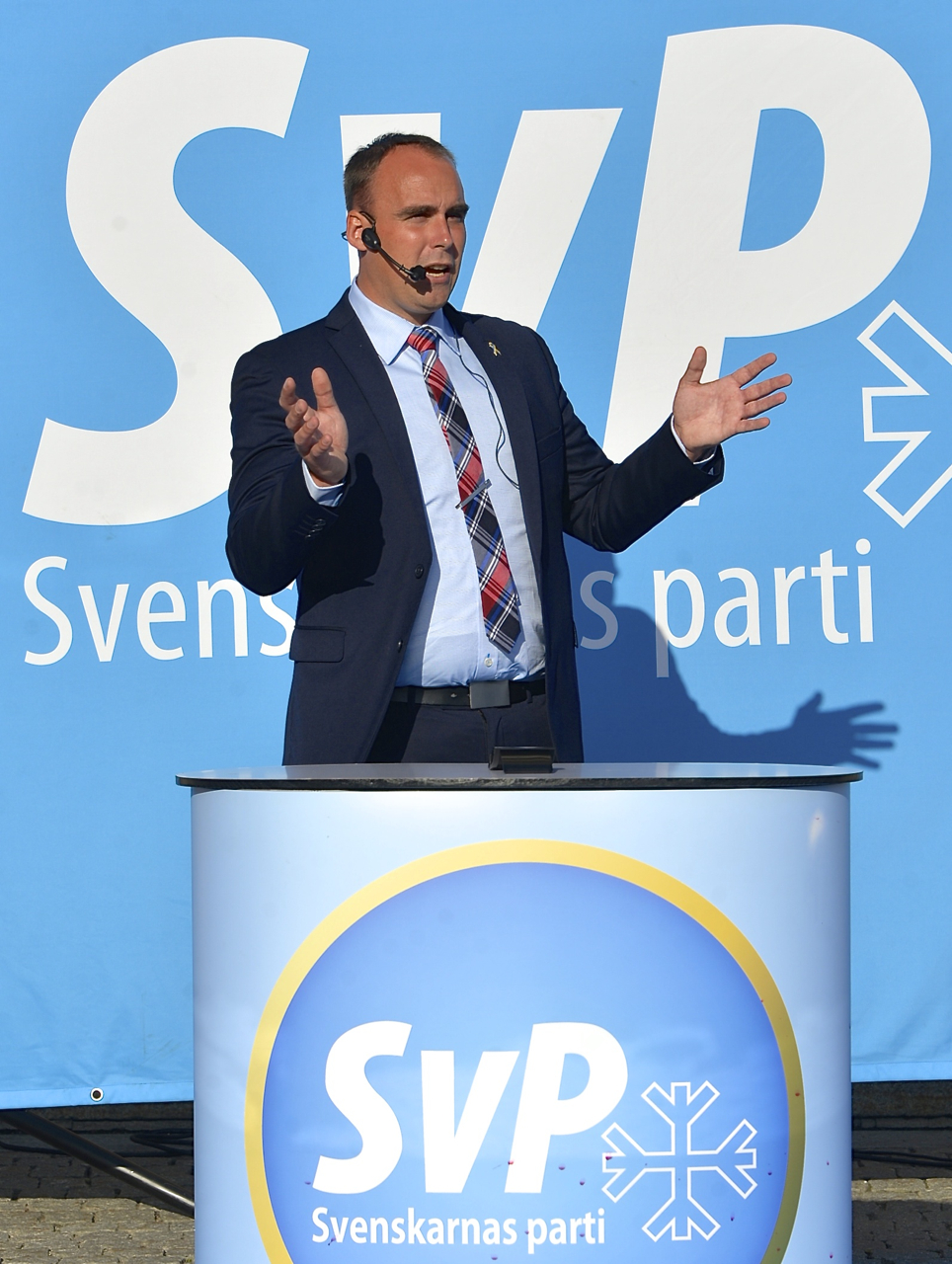
Stefan Jacobson, före detta partiledare för nynazistiska Svenskarnas parti (nedlagt 2015).
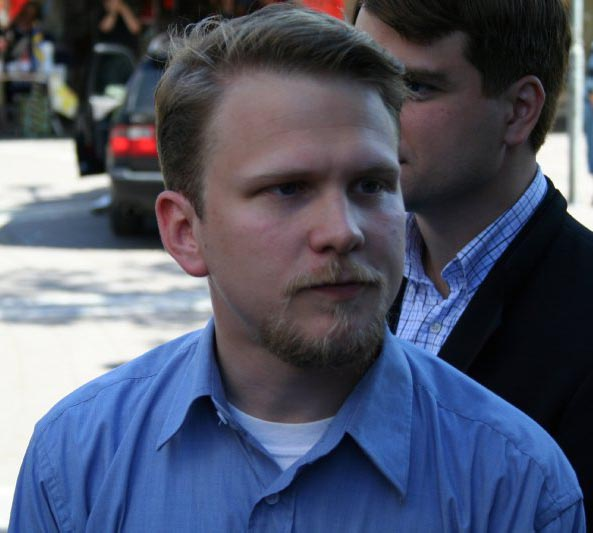
Marc Abramsson, före detta partiledare för högerextrema Nationaldemokraterna (nedlagt 2014).
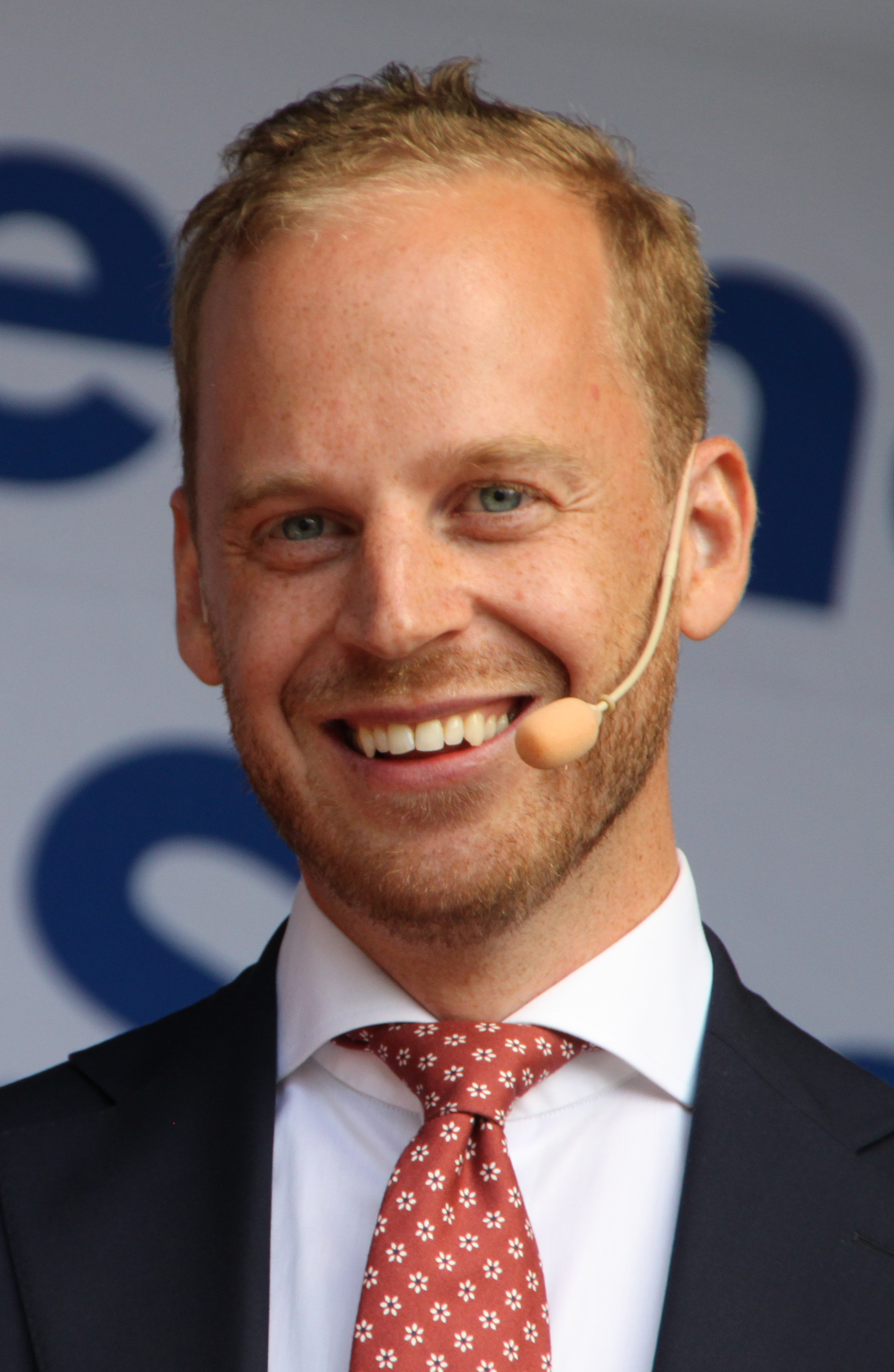
Gustav Kasselstrand, Alternativ för Sverige (2018)
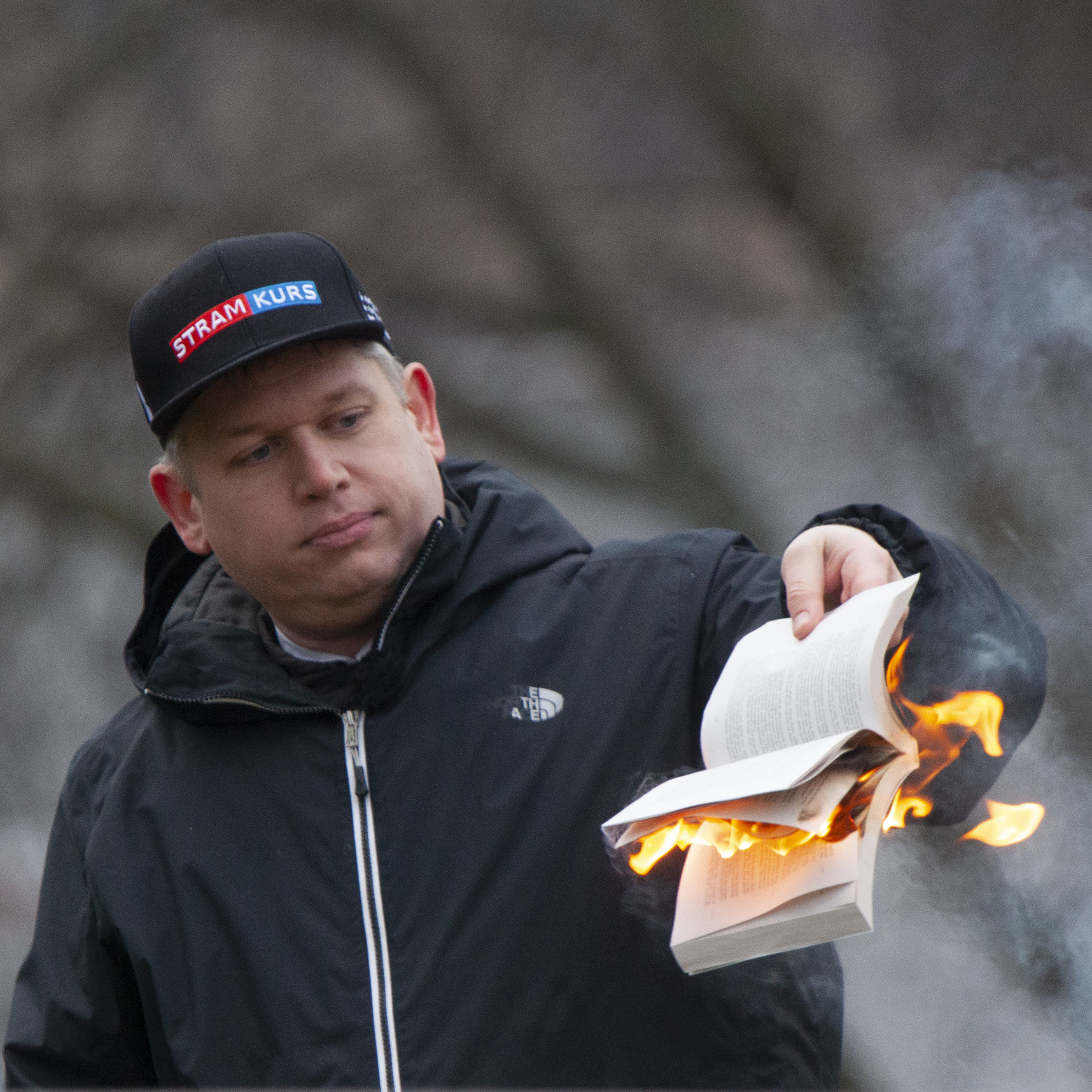
Rasmus Paludan, känd för sina koranbränningar, startade Stram kurs Sverige som fick 156 röster i riksdagsvalet 2022.
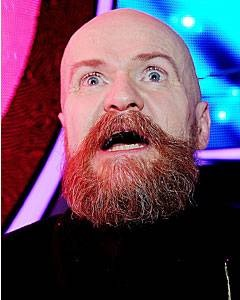
Alexander Bard, en svensk musiker och författare, kandiderade till riksdagen för Medborgerlig samling 2018 och 2022.

### Övriga partier

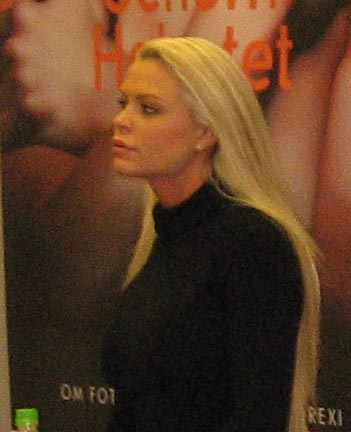
Linda Thelenius, mer känd som Linda Rosing, startade Unika Partiet inför riksdagsvalet 2006, ett parti som lades ned en tid efter valet.
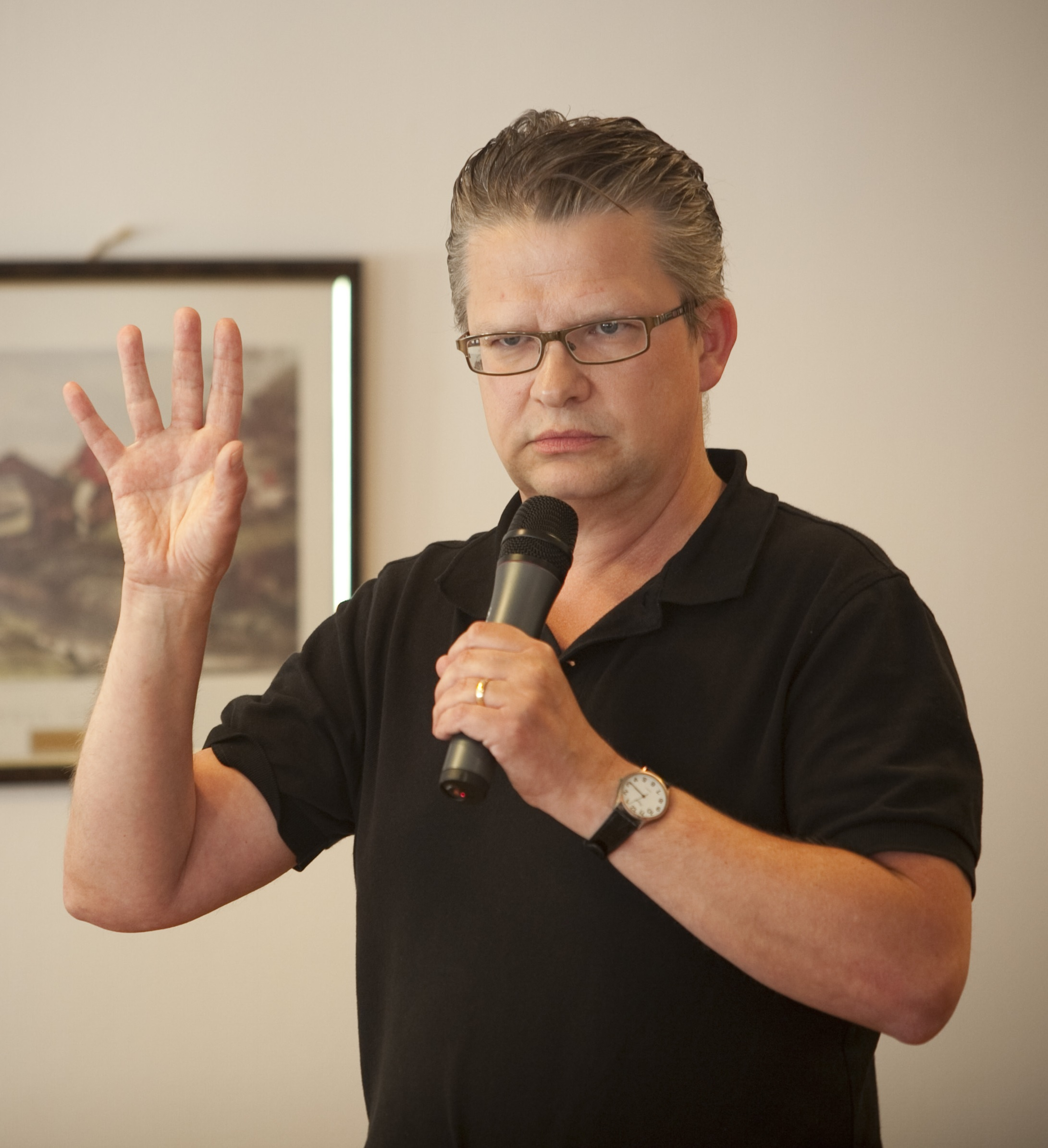
Benny Haag, skådespelare och grundare av Spritpartiet som fick 277 röster i Riksdagsvalet 2010.
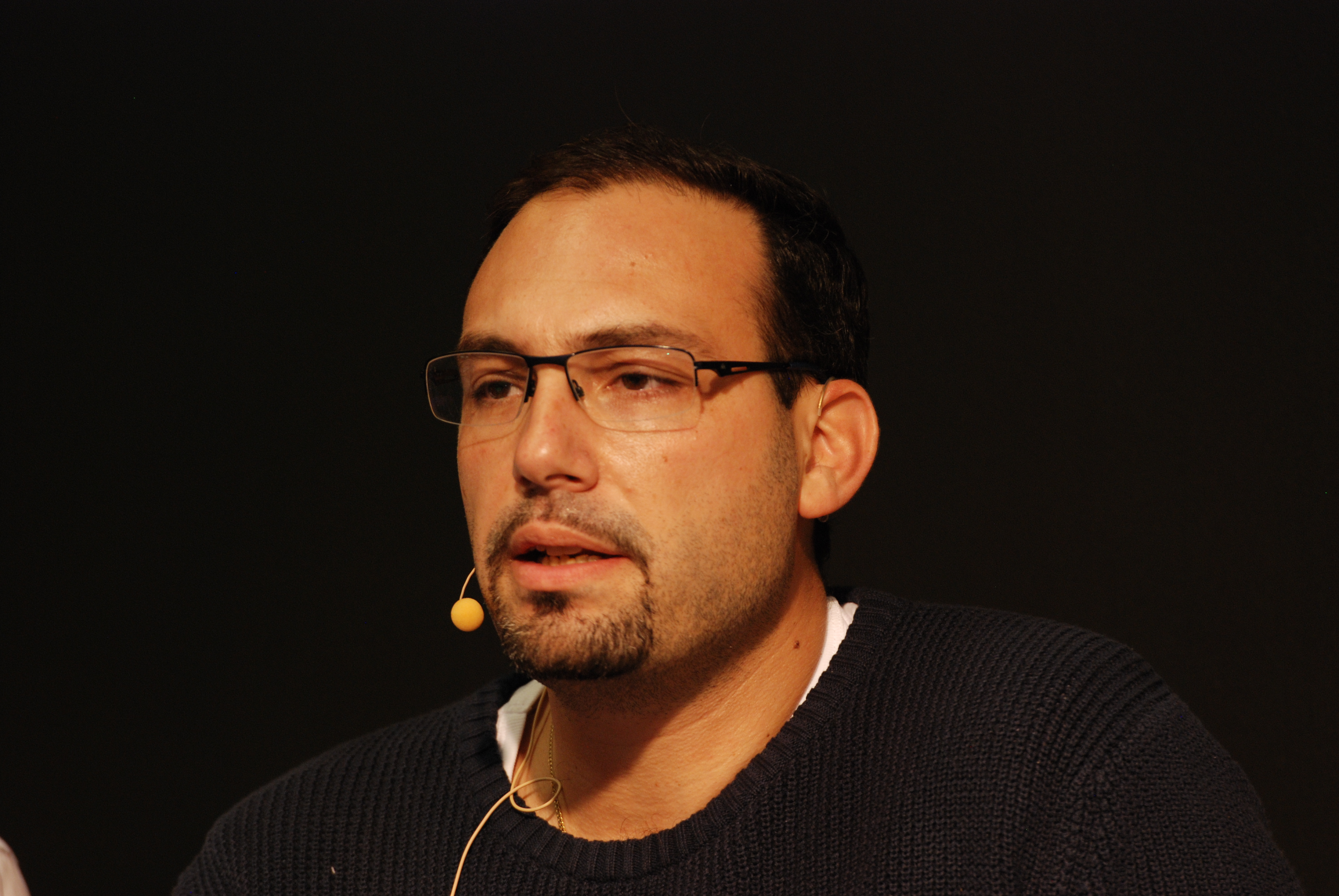
Vägvalets partiledare Theo Papaioannou (2014). Partiet är emot trängselskatten i Göteborg. 2014 fick de 4,89 procent i kommunvalet och 0,02% i riksdagsvalet.